# Café Kramer
Das Café Kramer (auch Kramers Kaffeehaus) war ein Wiener Kaffeehaus und Stammlokal von zahlreichen Dichtern und Philosophen.
Es geht zurück auf Josef Kramer, der ab 1719 in der heute nicht mehr existierenden Schlossergasse beim Graben im 1. Bezirk ein einfaches Kaffeehaus betrieb, das aber erst einen gewissen Bekanntheitsgrad erreichte, als Andreas Furthmoser, Mitglied des äußeren Rates, Kirchenmeisters von St. Stephan und Hauptmann des Bürgermeisterregiments, 1750 das Kaffeehaus übernahm.
1771 erwarben Katharina und Johann Michael Hertl das Kaffeehaus. Hertl erkannte den Wandel innerhalb der Gesellschaft im ausgehenden 18. Jahrhundert und die Bedeutung von Literaten und Schriftstellern. Indem er seinen Gästen reichlich Lesestoff zur Verfügung stellte, wurde das Café Kramer zum Stammlokal für belesene Kreise und zum Treffpunkt für den gegenseitigen Austausch – besonders die Zeitungen und Zeitschriften aus Deutschland erregten großes Interesse. Um 1780 zählte das Kaffeehaus zu den meistbesuchten Wiens und war mit einem kleinen Schanigarten und im oberen Stockwerk mit einem Billardzimmer ausgestattet. Gäste waren unter vielen anderen Cornelius Hermann von Ayrenhoff, Aloys Blumauer, Lorenz Leopold Haschka, Joseph Franz Ratschky und Franz Stephan Rautenstrauch. Am Ende des 18. Jahrhunderts, während des Josephinismus, nahm das Kaffeehaus eine Gegenposition dazu ein und wurde mitunter als "finsterer politischer Tempel" oder "diplomatisches Kaffeehaus" bezeichnet.
Mit dem Ableben von Johann Michael Hertl († 1797) verlor das Kaffeehaus bald seinen Ruf, und neue Besucher, die nicht wegen der nunmehr dürftigeren Auswahl an Zeitungen kamen, konnten sich mit der Atmosphäre kaum anfreunden. Nach der Übernahme durch Anton und Anna List im Jahr 1799 wurde das Haus komplett neu ausgerichtet und in Richtung Graben erweitert, sodass die Anrainer alsbald Beschwerde führten, jedoch wurde nach langen Auseinandersetzungen die Erweiterung des Lokals vom Kaiser höchstpersönlich genehmigt, womit das Schicksal des ursprünglich literarischen Kaffeehauses endgültig besiegelt war. Der Betrieb wurde 1821 in den ersten Stock des Hauses zur goldenen Krone verlegt.
Zugleich wurde im Gasthaus Zum Haidvogel unmittelbar neben dem alten Café Kramer die sogenannte Ludlamshöhle eingerichtet und somit der literarische Grundgedanke des Café Kramer weiterverfolgt. Der Inhaber Bonifaz Haidvogel erwarb 1830 sogar das neue Kaffeehaus Kramer und führte es weiter als elegantes Haus für die feine Gesellschaft. Das Café Kramer verschwand 1866 mit dem Abbruch des sogenannten „Elefantenhauses“ am Graben.